# Auguste-Insel
Die Auguste-Insel (französisch Île Auguste, englisch Auguste Island, in Argentinien und Chile Islote Augusto) ist eine  bis zu 42 m hohe, abgeflachte und 1,3 km lange Insel im Palmer-Archipel vor der Westküste des Grahamlands auf der Antarktischen Halbinsel. Sie liegt 6,5 km nordöstlich von Hummock Island in der Gerlache-Straße.
Entdeckt wurde die Insel bei der Belgica-Expedition (1897–1899) des belgischen Polarforschers Adrien de Gerlache de Gomery. Dieser benannte sie nach seinem Vater Théophile Adrien Auguste de Gerlache (1832–1901).